# نعناع حلو الرائحة
نعناع حلو الرائحة (الاسم العلمي:Mentha suaveolens) (بالإنجليزية: apple mint, pineapple mint)‏ هو نوع من النباتات يتبع جنس النعناع من الفصيلة الشفوية.